# Zeißig (Hoyerswerda)

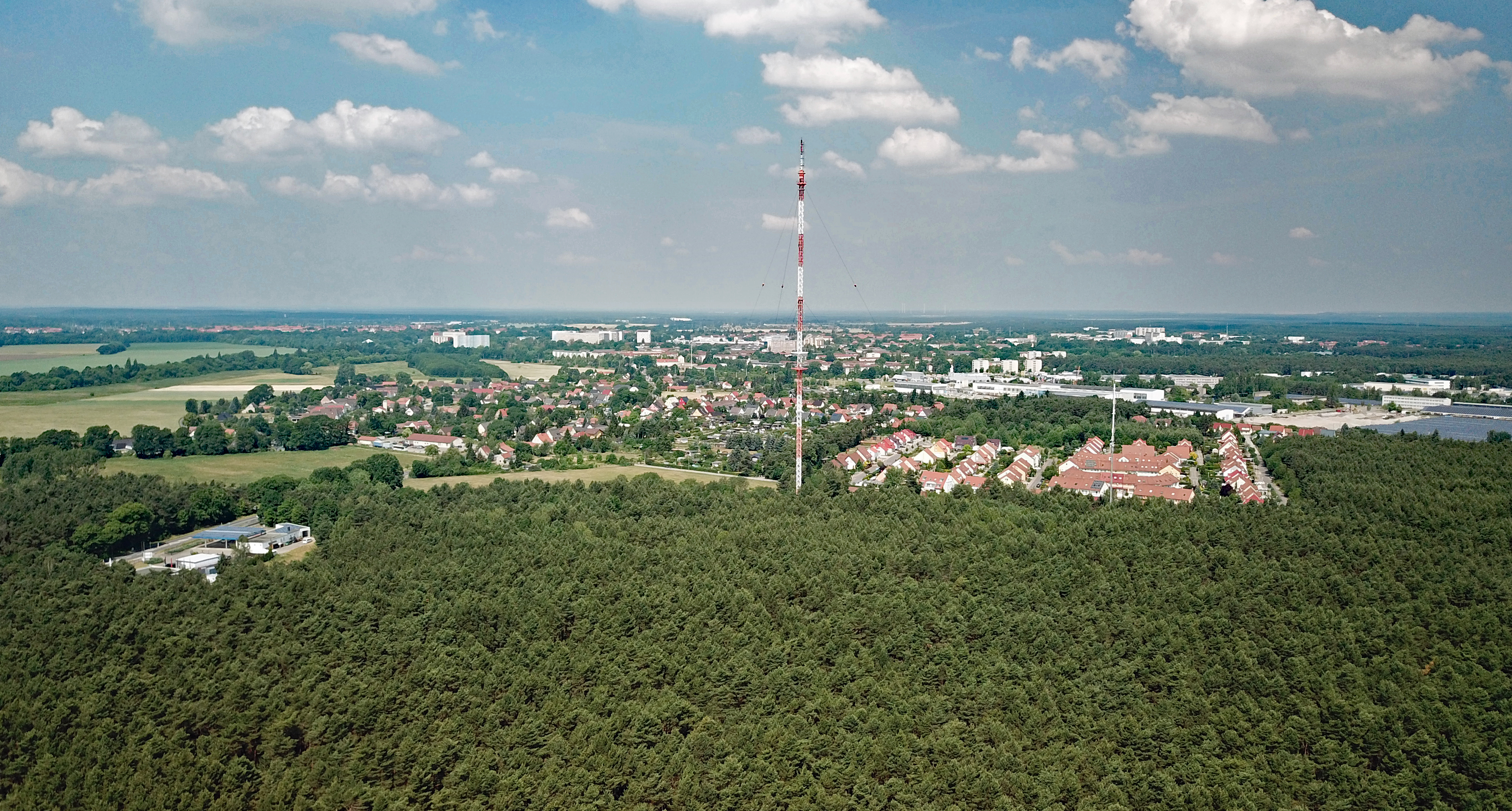
Zeißig (Luftbild)

Zeißig, obersorbisch Ćiskⓘ, ist ein Ortsteil der Großen Kreisstadt Hoyerswerda im sächsischen Landkreis Bautzen. Das Angerdorf zählt zur Oberlausitz und zum anerkannten sorbischen Siedlungsgebiet. Der sorbische Ortsname Ćisk ist wahrscheinlich von Ćis, der sorbischen Bezeichnung für die Eibe, hergeleitet worden.

## Geographie
Zeißig grenzt südöstlich an die Große Kreisstadt Hoyerswerda und wird von der Bahnstrecke Węgliniec–Roßlau durchquert. Das nördlich von dieser Bahnlinie liegende Gewerbegebiet Industriegelände gehört heute noch zur Flur Zeißig. Die Zeißiger Flur ist 1375 Hektar groß. Auf ihr liegen Teile der Hoyerswerdaer Neustadt. Zu Zeißig gehört auch die ehemalige Kolonie Zeißig, die Ende des 18. Jahrhunderts gegründet wurde und jetzt Klein Zeißig heißt. Sie liegt an der Staatsstraße S 108 am östlichen Stadtrand von Hoyerswerda. Östlich des Ortes verläuft die B 96 seit 2018 als Ostumfahrung von Hoyerswerda.
Zeißig wird im Osten vom Hoyerswerdaer Forst umgeben. Westlich des Ortes befinden sich landwirtschaftlich genutzte Felder. Südlich des Haltepunktes Hoyerswerda-Neustadt befindet sich der Kern des Trinkwasserschutzgebietes Zeißig. Acht Tiefbrunnen versorgen die Stadt Hoyerswerda mit Trinkwasser aus 52 Metern Tiefe. Betreiber sind die Versorgungsbetriebe Hoyerswerda (VBH). In seiner jetzigen Ausdehnung besteht dieses Trinkwasserschutzgebiet seit 1975.

### Gewässer
Unweit des Ortes fließt auf der westlichen Seite das Hoyerswerdaer Schwarzwasser als Gewässer 1. Ordnung in die Wudra. Das dagegen meist trockene Alte Schwarzwasser mündet an der jetzt als Wohnhaus genutzten Hommelmühle in den teilweise unterirdisch verlaufenden Büschingsgraben.
Der Dorfgraben von Zeißig wird vom Hoyerswerdaer Schwarzwasser gespeist. Das Hoyerswerdaer Schwarzwasser im Süden von Zeißig bildet gleichzeitig die Grenze zur Gemarkung Spohla.

## Geschichte
Zeißig wird erstmals 1248 urkundlich erwähnt. Aufgrund der planmäßigen Strukturen des Angerdorfes haben wahrscheinlich junge Aussiedler aus dem Bautzener Raum im 10. oder 11. Jahrhundert den Ort als ein Kolonistendorf gegründet. Die Gründe dafür sind noch nicht erforscht.

### Bevölkerungsentwicklung
| Jahr | Einwohner |
| ---- | --------- |
| 1568 | 41        |
| 1777 | 50        |
| 1825 | 285       |
| 1871 | 330       |
| 1885 | 335       |
| 1905 | 332       |
| 1925 | 385       |
| 1946 | 566       |
| 1950 | 697       |
| 1964 | 698       |
| 1990 | 501       |
| 2008 | 1014      |
| 2013 | 921       |

2022                    976
Die Verdopplung der Bevölkerungszahl zwischen 1990 und 2008 ist auf die Erschließung des Neubaugebietes Am Sender zurückzuführen. Hierher zogen zahlreiche Bürger aus der Kernstadt von Hoyerswerda.

### Sprache
Im Rahmen seiner Statistik über die sorbische Bevölkerung in der Oberlausitz ermittelte Arnošt Muka in den achtziger Jahren des 19. Jahrhunderts für Zeißig eine Bevölkerungszahl von 332, darunter 326 Sorben (98 %) und nur sechs Deutsche. Ernst Tschernik zählte 1956 in der Gemeinde einen sorbischsprachigen Bevölkerungsanteil von noch 67,3 %.

### Ortsnamen
- 1248: wahrscheinlich Fridericus de Zcyzizc,
- 1401: Czissig,
- 1568: Zeissigk,
- 1575: Zeisig, Zeysigk,
- 1658: Zeysigk,
- 1791: Zeißig,
- 1848: Groß Zeisig

## Wirtschaft
In Zeißig gibt es zahlreiche Handwerksbetriebe, wie zum Beispiel Autohäuser, Bauschlosserei, Werbeunternehmen und Elektrofachbetrieb, aber auch Unternehmensberater und Gaststätten. Im Ortskern gab es vor 1990 sogar eine Seilerei. In dem 1954 erschlossenen Gewerbegebiet Industriegelände war vor 1990 das sogenannte Betonwerk der größte Arbeitgeber, neben der Großbäckerei Hoback (im März 2010 als Zweigstelle von Wiener Feinbäcker Heberer geschlossen) und der inzwischen geschlossenen Molkerei – siehe Hauptartikel zu Hoyerswerda. In dem zum damaligen Wohnungsbaukombinat Cottbus gehörenden Betonwerk wurden die Platten für die Neubauwohnungen gefertigt. Später übernahm die SÜBA Bau AG den Betrieb, musste ihn aber im Dezember 2002 wegen Insolvenz schließen. In einem Teil der Hallen ist heute die Abteilung Funsport des Sportclub Hoyerswerda aktiv.

Als eine wirtschaftliche Besonderheit, die zugleich eine Landmarke ist, kann der Sender Hoyerswerda/Zeißig eingeordnet werden. Es handelt sich hierbei um eine UKW- und Mobilfunksendeanlage der Deutschen Telekom.

Es gibt keine Agrargenossenschaft in Zeißig: Die Landwirtschaft wird im Nebengewerbe betrieben.

## Kultur und Sehenswürdigkeiten

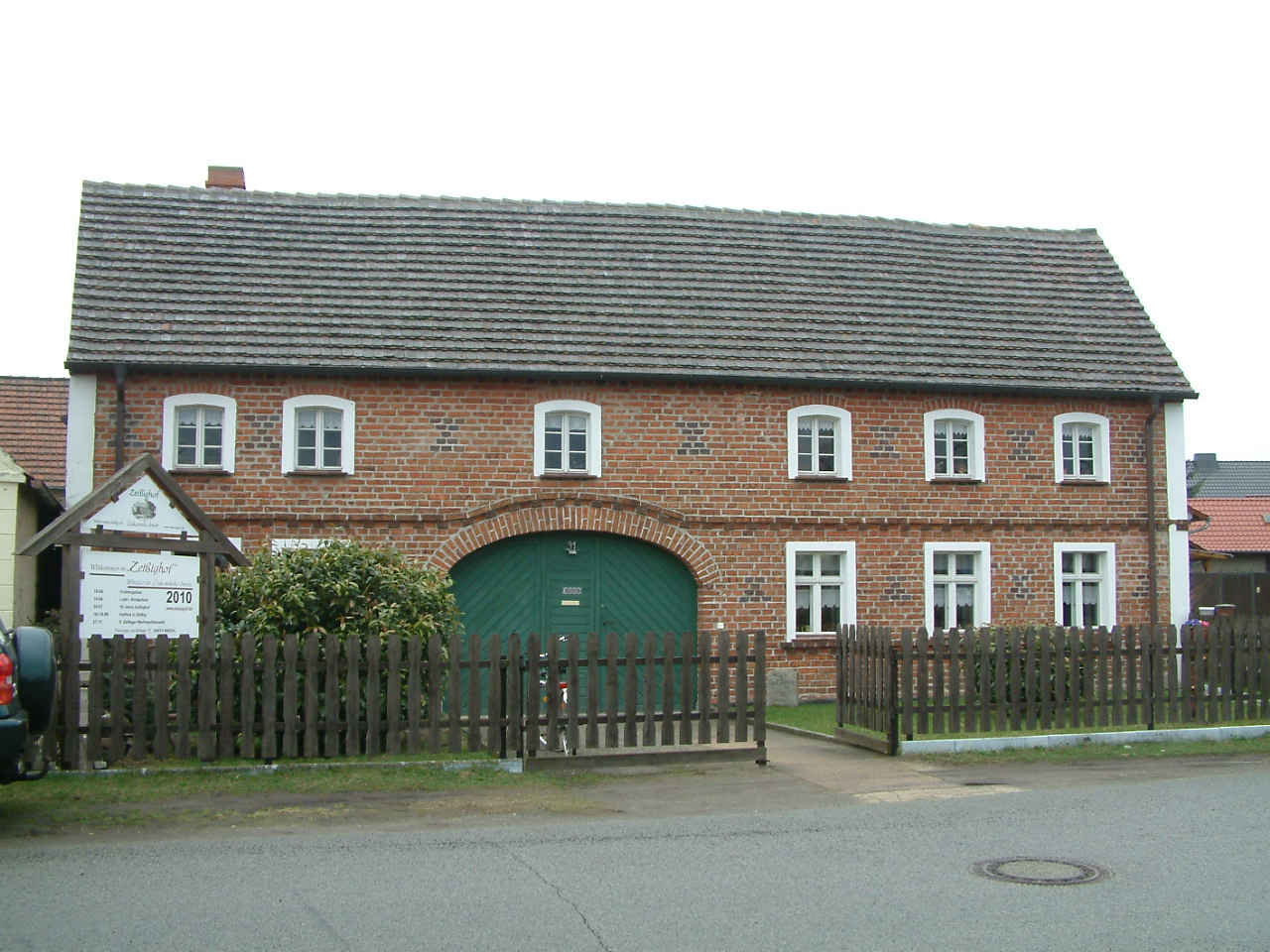
Der denkmalgeschützte Zeißighof in Zeißig, Sitz des Kulturvereins Zeißig

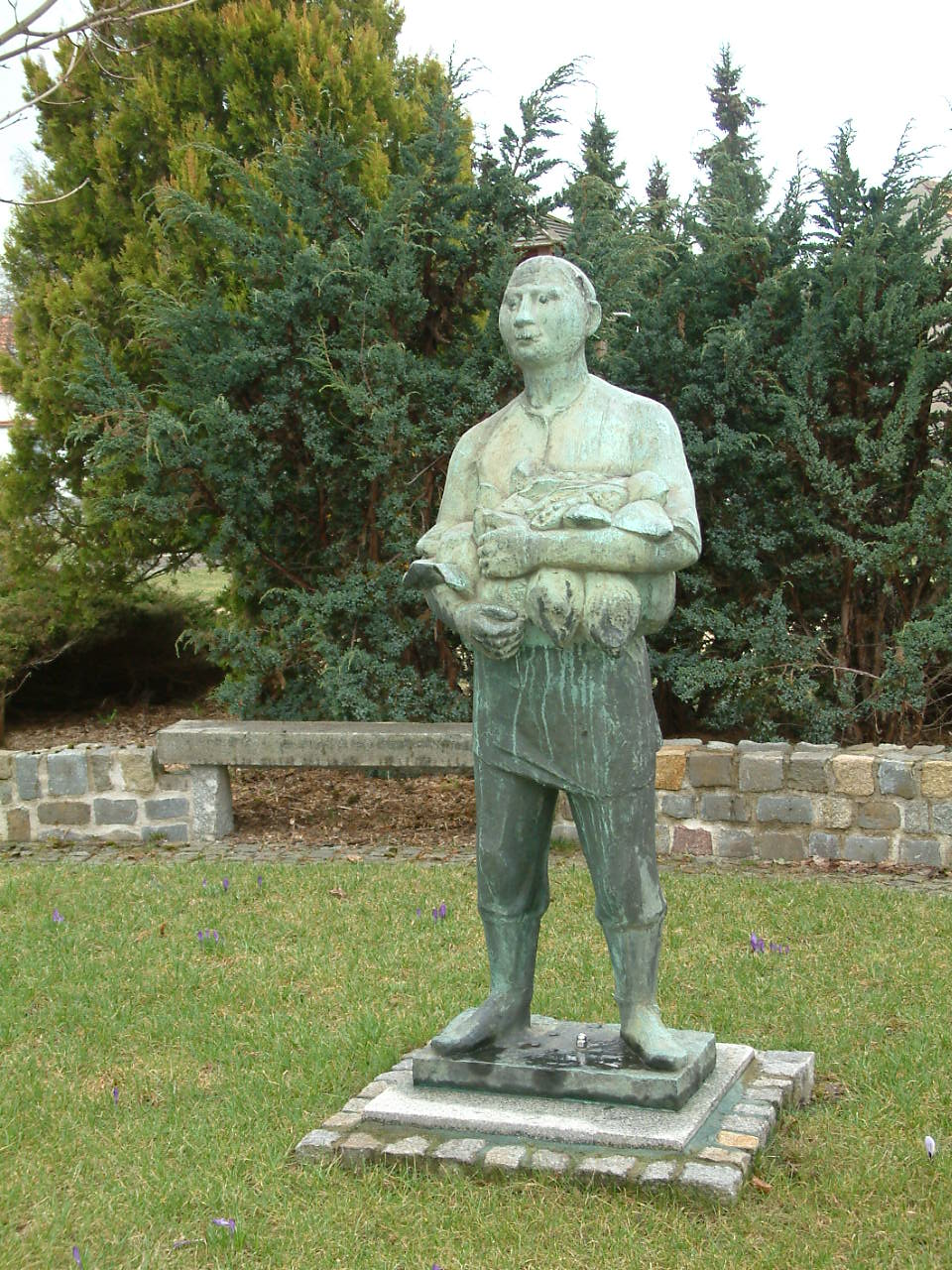
Die Plastik LPG-Bauer wurde 1960 vom Hoyerswerdaer Bildhauer Jürgen von Woyski geschaffen und steht vor dem Zeißighof.

Die gepflegte Dorfaue mit einem großen Kinderspielplatz ist regelmäßig das Zentrum kultureller Aktivitäten in Zeißig. In unmittelbarer Nachbarschaft befindet sich der 1880 erbaute Zeißighof. Hier hat der Verein zur Förderung der kulturellen dörflichen Gemeinschaft Zeißig, Kulturverein Zeißig e. V. seinen Sitz. Die Einrichtung versteht sich als Erlebnishof und kann als sogenanntes aktives Museum bezeichnet werden: Die traditionsreiche Handwerkskunst wird bei Führungen und Veranstaltungen vorgeführt. Jüngste Errungenschaft ist beispielsweise ein Webstuhl, der restauriert Ende 2009 wieder in Betrieb genommen wurde. Im Kulturverein sind der Seniorenclub und die Theatergruppe integriert.
Weitere Aktivitäten, wie Hexenbrennen und Maibaumwerfen, gehen vom Jugendklub und von der Freiwilligen Feuerwehr des Ortes aus sowie vom Sportverein SV Zeißig (Fußball).
Vor dem Zeißig-Hof steht die Plastik LPG-Bauer des Hoyerswerdaer Bildhauers Jürgen von Woyski. Im Kinderbaumpark hinter der Feuerwehr befindet sich seit 2013 die Bronzeplastik Sitzendes Mädchen des Cottbuser Bildhauers Heinz Mamat.

## Persönlichkeiten

### Söhne und Töchter der Gemeinde
- Ingrid Raack (* 1954), Moderatorin und Sängerin

## Ortschaftsrat
Ortsvorsteher ist Jens Sarodnik. Dazu kommen weitere Ortschaftsratsmitglieder sowie der Vertreter des Ortsvorstehers Alexander Pelzer.